# Philips van Marnix
Philips van Marnix, Senhor de Santa-Aldegonda (em holandês: Filips van Marnix, heer van Sint-Aldegonde; em francês: Philippe de Marnix, seigneur de Sainte-Aldegonde; Bruxelas, 7 de Março de 1540 – Leiden, 15 de Dezembro de 1598, foi um escritor e político flamengo-holandês e provavelmente o autor do texto de Het Wilhelmus, o hino nacional holandês.  Era irmão de Jan van Marnix, Barão de Toulouse, morto durante a Guerra de Oosterweel, que deu início à Guerra dos Oitenta Anos, contra o domínio espanhol.

## Biografia
Filho de Jacob van Marnix, Barão de Pottes, Philips van Marnix estudou teologia com João Calvino e Théodore de Bèze em Genebra. Voltou aos Países Baixos por volta de 1560, e se dedicou completamente à causa da Reforma Protestante tendo também um papel importante no compromisso dos nobres em 1565 e na assembléia de Sint-Truiden. Tornou-se conhecido com a publicação de um panfleto que justificava o movimento iconoclasta, conhecido como  Beeldenstorm, ou tempestade das imagens, o que contribuiu para a destruição de muitas igrejas na região do Flandres ocorrida em 1566: por esse motivo teve de fugir para o exterior no ano seguinte, com a chegada de 3º Duque de Alba.
Depois de haver se refugiado por um período na Frísia e no Eleitorado do Palatinato, em 1570 ofereceu seus préstimos ao príncipe Guilherme de Orange e em 1572 foi enviado como seu representante ao primeiro encontro dos Estados Gerais dos Países Baixos reunidos em Dordrecht. Em 1573 foi feito prisioneiro dos espanhóis em Maassluis, porém foi libertado no ano seguinte. Foi enviado como representante das províncias rebeldes em Paris e Londres, onde procurou obter ajuda concreta da rainha da Inglaterra, a anglicana Elisabeth I.
Em 1578 participou da Dieta de Worms, onde fez um eloquente, porém infrutífero, apelo para obter ajuda dos príncipes da Alemanha. Igualmente sem bons resultados foram no mesmo ano os seus esforços para convencer os magistrados de Gand para por fim à perseguição da Igreja Católica na cidade. Teve um papel importante na realização da União de Utrecht. Em 1583 se tornou burgomestre de Antuérpia. Em 1585 se rendeu aos espanhóis e Antuérpia cai depois de um assédio de quatorze meses (julho de 1584 - agosto de 1585). Atacado pelos ingleses e por outras nações irmãs por este ato, Marnix se retirou da vida política e, com exceção de uma missão em Paris em 1590, viveu daquele momento em diante em Leiden ou em sua propriedade na Zelândia.
Philip van Marnix foi um dos líderes da Guerra de Independência da Holanda e escreveu uma das primeiras traduções da Bíblia para o neerlandês.  A sua tradução influenciou a Statenvertaling que veio depois, ou seja, A Bíblia dos Estados.
Morreu em Leiden no dia 15 de Dezembro de 1598.

## Obras literárias
Philips van Marnix se destacou pelo papel que teve no grande desenvolvimento da literatura holandesa que sucedeu o período clássico, representado pelos escritores como o poeta e historiador Pieter Corneliszoon Hooft (1581-1647). Dentre suas obras a mais conhecida é De roomsche byen-korf (A Colméia Romana), publicada em 1569 durante o seu exílio na Frísia, uma sátira pungente a respeito da fé e das práticas da Igreja Católica Romana. Esta obra foi traduzida para o francês, alemão e inglês. Marnix escreveu também um tratado pedagógico dedicado a Jan de Oude, 6º Conde de Nassau (1535-1606). Como poeta, Marnix é conhecido sobretudo pela sua admirável tradução métrica dos Salmos (1580). A ele também se atribui o hino nacional neerlandês, Guilherme de Nassau. As suas obras completas, editadas por Paul Lacroix (1806-1884) e Edgar Quinet (1803-1875), foram publicadas em Bruxelas em sete volumes (1855-1859). Os seus escritos religiosos e teológicos, editados por J. J. van Toorenenbergen (1822-1903), foram publicados em Paris em três volumes (1871-1891).